# Knudåge Riisager
Knudåge Riisager, né le 6 mars 1897 à Kunda et mort le 26 décembre 1974, à Copenhague est un compositeur danois.

## Biographie
Knůdage Riisager est né en Estonie de parents danois. Son père Emil Riisager était un ingénieur, et la famille est retournée au Danemark en 1900 alors que Knudåge avait trois ans.
Il est diplômé de l'Université de Copenhague où il a reçu des leçons de violon de Peder Møller, et où il a étudié la théorie de la musique avec Otto Malling et Peder Gram. Pendant de nombreuses années, il a travaillé dans un emploi gouvernemental, tout en continuant à composer. En 1923, il se rend à Paris pour étudier avec Albert Roussel et Paul Le Flem, et où il a fait la connaissance du néoclassicisme français et de la musique d'Igor Stravinsky et du Groupe des Six. Plus tard, il a étudié à Leipzig avec Hermann Grabner (en).

## Carrière
La renommée internationale de Knůdage Riisager est due en grande partie à son œuvre importante dans la musique de ballet, qui résulte essentiellement d'une collaboration avec Harald Lander. La première œuvre qu'il a composée pour le Théâtre royal danois, est la musique du ballet Benzin sur un argument de Robert Storm Petersen (en) et mis en scène par Elna Örnberg en 1930.
Knůdage Riisager a été un auteur fécond: son catalogue comprend près de 400 titres répartis sur les six décennies. En 1956-1967, il a été directeur de l'Académie royale danoise de musique. Ses compositions sont conservées dans le département de musique et de théâtre de la Bibliothèque royale du Danemark.
Il était commandeur du 1er degré de l'ordre du Dannebrog, et est enterré à Tibirke Farm. Son épouse Ase Klenow, née en 1899, est décédée en 1992.

## Œuvres

### Ballets
- Benzin, Op. 17 (1930)
- Cocktails-Party, Op. 19 (1930) (ikke opført)
- Darduse, Op. 32 (1935–36)
- Tolv med Posten, Op. 37 (1942)
- Slaraffenland, Op. 33 (1936–40)
- Qarrtsiluni, Op. 36 (1938–42)
- Fugl Fønix (1944/45)
- Etudes (1947)
- Månerenen, Op. 57 (1956)
- Fruen fra havet, Op. 59 (1959)
- Galla-Variationer (1966)
- Ballet Royal (1967)
- Svinedrengen (1968)

### Musique de film
- Niels Ebbesen (1945)

### Opéra
- Susanne, Op. 49 (1948)

### Musique Orchestrale
- Erasmus Montanus, Op. 1 (1920)
- Suite dionysiaque, Op. 6
- Symphonie nº 1, Op. 8 (1925)
- Variationer over et tema af Mezangeau, Op. 12 (1926)
- Symphonie nº 2, Op. 14 (1927)
- Fastelavn, Op. 20 (1929/30)
- Concerto pour orchestre, Op. 24 (1931)
- Concertino pour trompette et cordes, Op. 29 (1933)
- Symphonie nº 3, Op. 30 (1935)
- Symphonie nº 4, Op. 38 (Sinfonia gaia) (1939-40)
- Symphonie nº 5, Op. 52 (Sinfonia serena) (1949-50)
- Concerto pour violon en la mineur, Op. 54 (1951)
- Paa Hodet, (1929)